# EFW N-20
EFW N-20.10
EFW N-20.10 "Aiguillon"
- 用途：戦闘機
- 製造者：Eidgenössischen Konstruktionswerkstätten（EFW）
- 運用者： スイス（スイス空軍）
- 初飛行：1952年4月8日
- 生産数：1機
- 運用状況：試作のみ

EFW N-20.02 Arbalète
EFW N-20.02" Arbalete"
- 用途：戦闘機
- 製造者：Eidgenössischen Konstruktionswerkstätten（EFW）
- 運用者： スイス（スイス空軍）
- 初飛行：1952年4月8日
- 生産数：1機
- 運用状況：試作のみ

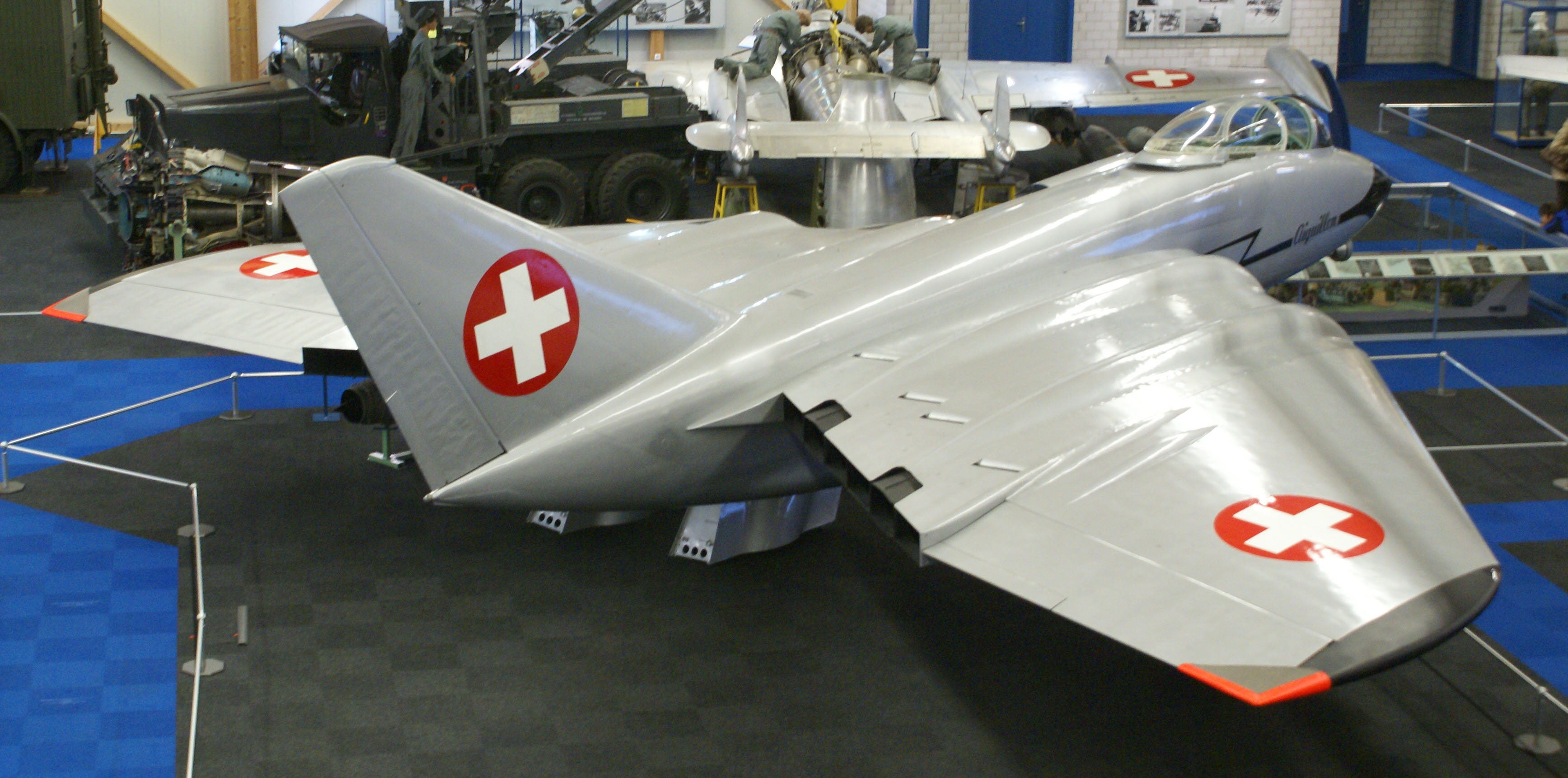
デューベンドルフの航空博物館に展示されているEFW N-20

EFW N-20（Eidgenössischen Konstruktionswerkstätten N-20 "Aiguillon"）は、スイスで最初のジェット戦闘機である。

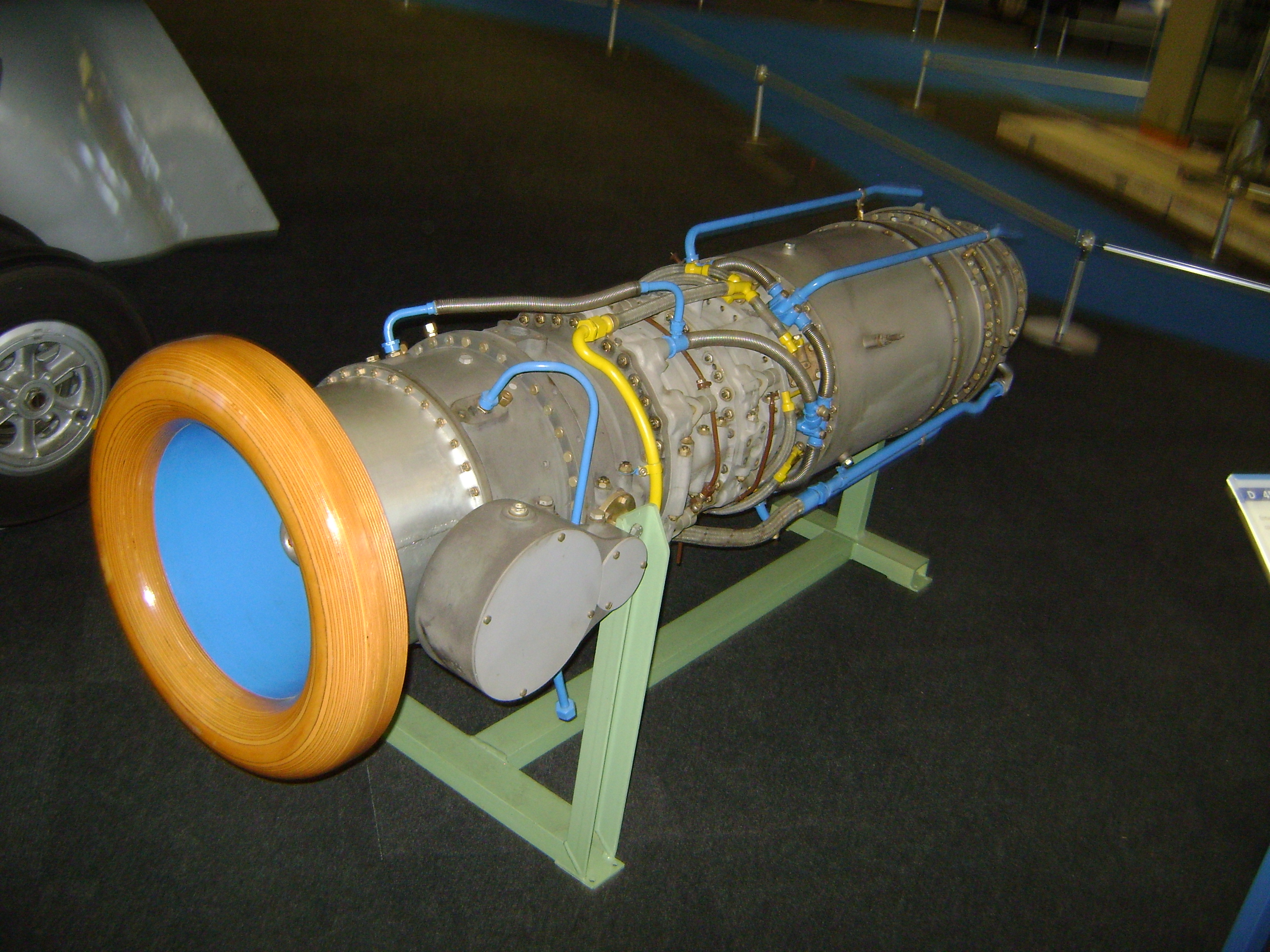
Sulzer D45.04

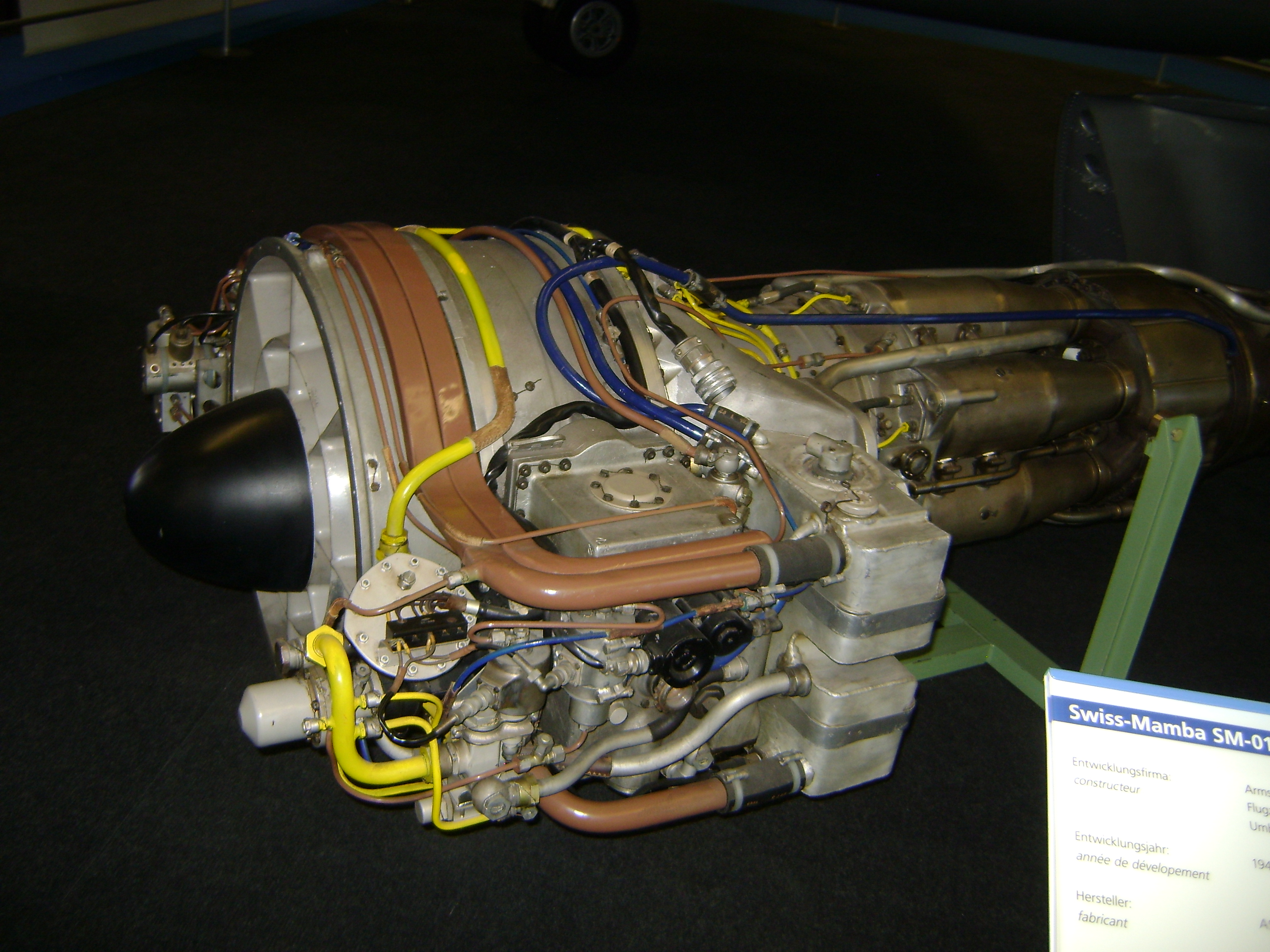
SM-1

## 設計と開発
スイス連邦航空機工廠（Swiss Federal Aircraft Factory）は第二次世界大戦終結後に4発エンジン搭載の後退翼機の開発を始めた。この航空機は主翼内に4基のターボファンエンジンを装備し、バイパスした空気をエンジン両側の冷気パイプを通し燃焼室へ送り込み、そこで更に燃料をアフターバーナーとして燃焼させることができ、主翼上下面の大きなスロットは空力的フラップやスラストリバーサーとして使用することができるように考慮されていた。航続距離を延ばすために飛行中に2基のエンジンを停止させることができた。N-20は着脱式の武器倉内に相当量の機関砲、ロケット弾、爆弾を搭載できるように計画されていた。
当初この機に装着するエンジンはスイスの企業のズルツァーで設計、製造される予定であったが、同社が1947年にこの計画を諦めたためにN-20用のエンジンの手本に英国のアームストロング・シドレー マンバ ターボプロップエンジン が選定され、プロペラ減速ギアが低圧コンプレッサーに交換された。
奇抜な形状の主翼のテストをするために3/5スケールの木製グライダーが製作され、1948年4月17日に飛行が行われた。このグライダーは着陸時の事故で破壊されたが設計の有用性を証明し、続いて似たような大きさで主翼の上下面に0.98 kN (220 lbf) のツルボメカ ピメーネ（Turboméca Piméné）エンジン付の航空機「アルバレーテ」（Arbalète、クロスボウ）が製作され、1951年11月16日に飛行した。この機体は良好な運動性を見せ、最高速度は750 km/h (466 mph) に達した。
実寸大の機体では最高速度は1,095 km (680 mph) に達すると計画されていたが、1948年にデ・ハビランド モスキートに懸架されてテスト飛行し最初に飛行したターボファンエンジンとなった当初のマンバの改造型SM-1は十分な推力を発生することができず、決定版となる14.7 kN (3,300 lbf) の推力を発生する2軸のSM-5エンジンの開発にはかなりの追加作業が必要であった。4基のSM-1エンジンを装着した試作機は1952年に完成しタクシング・テスト中の1952年4月8日に短時間だけ飛行したが、その後直ぐに搭載エンジンとN-20の機体の開発はキャンセルされた。

## 要目
N-20.10 Aiguillon
N-20）The Swiss N-20 Jet Fighter Bomber 
- 乗員：1名
- 全長：12 m (41 ft)
- 全幅：12.60 m (41 ft 4 in)
- 全高：3.7 m (12 ft)
- 翼面積：53 m² (570 ft²)
- 翼面荷重：
- 空虚重量：
- 全備重量：8,709 kg (19,200 lb)
- 馬力重量比：
- エンジン：4 × アームストロング・シドレー マンバ改 ターボファンエンジン、6.2 kN (1,400 lbf) [4]
- 最大速度：
- 巡航高度：
- 航続距離：
- 上昇率：

N-20.2 Arbalète
（N-20）The Swiss N-20 Jet Fighter Bomber 
- 乗員：1名
- 全長：7.53 m
- 全幅：7.56 m
- 全高：2.3 m
- 翼面積：19.44 m²